# Mardoqueo Vásquez
Pour les articles homonymes, voir Vásquez.
Mardoqueo Vásquez, né le 19 juin 1995 à Totonicapán, est un coureur cycliste guatémaltèque.

## Biographie
En juillet 2018, il est sacré champion du Guatemala sur route à Escuintla. La même année, il termine dixième du Tour du Guatemala.

## Palmarès et résultats

### Par année
- 2015
  - 3e du championnat du Guatemala sur route espoirs
- 2016
  - Vuelta de la Juventud Guatemala :
    - Classement général
    - 2e étape
- 2017
  -  Champion du Guatemala sur route espoirs
  - Vuelta al Altiplano Marquense :
    - Classement général
    - 2e étape
- 2018
  -  Champion du Guatemala sur route
- 2019
  -  Champion du Guatemala sur route
  - 8e étape du Tour du Guatemala
  - 3e du Tour du Guatemala
- 2020
  - Tour du Guatemala : 
    - Classement général
    - 5e et 7e étapes

  - 2e étape de la Vuelta a Chiriquí
- 2022
  -  Champion du Guatemala sur route
  - 4e étape de la Vuelta Bantrab
  - 1rea étape de la Vuelta al Altiplano Marquense
  - 1re étape du Tour du Honduras (contre-la-montre par équipes)
  - Tour du Guatemala : 
    - Classement général
    - 4e et 6e étapes

  - 2e de la Vuelta al Altiplano Marquense
  - 2e du championnat du Guatemala du contre-la-montre
  - 2e du championnat du Guatemala du contre-la-montre par équipes
- 2023
  - 6e étape du Tour du Guatemala
  - 2e du championnat du Guatemala sur route
  - 3e de la Domaio Heroica-GSport-Moaña
- 2024
  - 2e du Tour du Guatemala
  - 3e du Tour du Honduras
- 2025
  - Vuelta al Altiplano Marquense :
    - Classement général
    - 2e (contre-la-montre) et 5e étapes

### Classements mondiaux
| Année                                 | 2017  | 2018  | 2019  | 2020 | 2021 | 2022 | 2023 | 2024  |
| ------------------------------------- | ----- | ----- | ----- | ---- | ---- | ---- | ---- | ----- |
| Classement mondial                    | 1592e | 1223e | 1095e | 598e | 813e | 819e | 759e | 1294e |
| UCI America Tour                      | 178e  | 102e  | 144e  | 44e  | 99e  | 77e  | 73e  | nc    |
|                                       |       |       |       |      |      |      |      |       |
| Légende : nc = non classéSource : UCI |       |       |       |      |      |      |      |       |